# Leokadija Diržinskaitė-Piliušenko
 (avril 2020).
Si vous disposez d'ouvrages ou d'articles de référence ou si vous connaissez des sites web de qualité traitant du thème abordé ici, merci de compléter l'article en donnant les références utiles à sa vérifiabilité et en les liant à la section « Notes et références ».
Leokadija Dirzinskaite (née le 20 janvier 1921 et morte en 2008) est une femme politique lituanienne, ministre des Affaires étrangères de 1960 à 1961 puis de nouveau de 1961 à 1976.

## Biographie
Elle naît le 20 janvier 1921 à Ančlaukys (lt) en URSS (aujourd'hui en Lituanie).
Membre du Parti communiste, elle est membre du parlement du Soviet suprême de l'Union soviétique.
Elle décède en 2008 à Vilnius.